# 鈴木美咲と田口麻紀子の港学園女子軽音楽部
『鈴木美咲と田口麻紀子の港学園女子軽音楽部』（すずきみさきとたぐちまきこのみなとがくえんじょしけいおんがくぶ）は、2012年10月3日から2013年6月26日まで超!A&G+で配信されていたインターネットラジオ番組。

## 番組概要
東京都港区にあるとされる、番組が設定した架空の学園『港学園』の女子軽音楽部の活動を描いた日常系ラジオバラエティ番組。

## 配信時間
超!A&G+
- 2012年10月3日 - 2013年6月26日
  - 毎週水曜（火曜深夜）1:00 - 1:30（リピート配信：毎週水曜 15:00 - 15:30）

番組公式サイト
- 毎週木曜更新 1週間アーカイブ配信

## パーソナリティ
- 鈴木美咲（部長、愛称：みぃ）
- 田口麻紀子（愛称：ちまき）

## コーナー
歌心を養え!なんでも歌合戦!!
パーソナリティ2人の歌心を養う為に、ありふれた言葉や文章を即興で歌にしていく。
港学園"恥（は）ず歌詞（かし）"研究会!
歌に乗せると良い歌詞だが、朗読してみると恥ずかしくなる歌詞『恥ずかしい歌詞（恥ず歌詞）』をリスナーから募集する。